# Sebastian Kördel
Sebastian Kördel (* 16. Dezember 1990 in Radolfzell) ist ein deutscher Windsurfer. Sein größter Erfolg ist der Weltmeistertitel im iQFoiL 2022.

## Biografie
Kördel begann mit sieben Jahren unter Anleitung seines Vaters während eines Urlaubs auf Korsika mit dem Windsurfen. Am heimischen Bodensee übte und trainierte er fortan und nahm hier mit zwölf Jahren erstmals an einer Raceboard-Regatta teil. Nach kleinere Erfolgen, wie dem viermaligen Gewinn des Engadiner Surfmarathon auf dem Silvaplanersee gewann er 2012 den Deutschen Meistertitel im Slalom. In den folgenden beiden Jahren kamen neben weiteren Teilnahmen am Windsurf World Cup zwei Deutsche Meistertitel im Racing und ein 6. Platz bei der Formula-WM dazu.
Nachdem er sich in den World-Cup-Saisons zuvor immer weiter gesteigert hatte, errang er 2016 seinen ersten Podiumsplatz beim Slalom von Hvide Sande. 2017 konnte er sich dann erstmals in den Top 10 der Slalomwertung platzieren. Den bislang größten Erfolg verbuchte Kördel in der Saison 2018. Während er seine Leistungen aus der Vorsaison im Slalom nicht halten konnte, stand er bei zwei Foil-Events auf dem Podest und verpasste es als 4. des Windsurf World Cup Sylt nur knapp. Durch diese Leistungen wurde er am Ende Vizeweltmeister hinter Gonzalo Costa Hoevel aus Argentinien.
2022 konnte Kördel den bis dato größten Erfolg seiner Karriere erringen. Er gewann die im französischen Brest ausgetragene Weltmeisterschaft im iQFoiL, der neuen olympischen Windsurfklasse. Nachdem er das Finale als Führender erreicht hatte, gewann er am Ende mit zwei Sekunden Vorsprung vor dem Niederländer Luuc van Opzeeland.
Mit dem Gewinn der Silbermedaille bei den Weltmeisterschaften 2023 hinter van Opzeeland erreichte Kördel die Qualifikation für die Olympischen Sommerspiele 2024 in Paris. Bei den Spielen erreichte Kördel in der Vorrunde 104 Punkte, womit er den zwölften Platz belegte und den Einzug ins Viertelfinale verpasste.

## Erfolge

### World Cup
- fünf Podestplätze (zweimal Zweiter, dreimal Dritter)

### World Cup Wertungen
| Saison | Slalom | Slalom | Foil  | Foil   |
| Saison | Platz  | Punkte | Platz | Punkte |
| ------ | ------ | ------ | ----- | ------ |
| 2011   | 65.    | 1044   | –     | –      |
| 2012   | 70.    | 978    | –     | –      |
| 2013   | 33.    | 3198   | –     | –      |
| 2014   | 26.    | 6458   | –     | –      |
| 2015   | 16.    | 7827   | –     | –      |
| 2016   | 15.    | 6651   | –     | –      |
| 2017   | 10.    | 4580   | 31.   | 890    |
| 2018   | 23.    | 40.650 | 2.    | 30.300 |
| 2019   | 15.    | 35.400 | 5.    | 29.100 |
| 2021   | 13.    | 9.100  | –     | –      |
| 2022   | 10.    | 18.500 | –     | –      |
| 2023   | 41.    | 8.900  | –     | –      |

### Weitere Erfolge
- Deutscher Meister Slalom 2012[8]
- Deutscher Meister Formula 2013[8]
- Deutscher Meister Formula 2014[8]

## Belege
1. 1 2  Deutscher Windsurf Cup: Profil von Sebastian Kördel (Memento des Originals vom 11. Januar 2019 im Internet Archive)  Info: Der Archivlink wurde automatisch eingesetzt und noch nicht geprüft. Bitte prüfe Original- und Archivlink gemäß Anleitung und entferne dann diesen Hinweis., abgerufen am 11. Januar 2019
2. ↑  Windsurfers / Nico Prien: Sebastian Kördel im Interview, abgerufen am 11. Januar 2019
3. ↑  Zeppelin Universität: Pioneer Of The Month – Sebastian Kördel, veröffentlicht am 1. Februar 2014, abgerufen am 11. Januar 2019
4. ↑  Windsurf World Cup Sylt: Sebastian Kördel wird Vizeweltmeister in der Disziplin Foil, veröffentlicht am 7. Oktober 2018, abgerufen am 11. Januar 2019
5. ↑  PWA: Ranking Foil Men 2018 (englisch), abgerufen am 11. Januar 2019
6. ↑  Tatjana Pokorny: Sebastian Kördel: 50.000 Euro Prämie für WM-Gold, in: Hamburger Abendblatt, abgerufen am 11. November 2022
7. ↑  Finale bei der IQ Foil WM: Ein Olympiastartplatz für Kördel! In: windsurfers.de (20. August 2023).
8. 1 2 3  PWA: Profil von Sebastian Kördel (englisch), abgerufen am 11. Januar 2019

| Personendaten    | Personendaten           |
| ---------------- | ----------------------- |
| NAME             | Kördel, Sebastian       |
| KURZBESCHREIBUNG | deutscher Windsurfer    |
| GEBURTSDATUM     | 16. Dezember 1990       |
| GEBURTSORT       | Radolfzell, Deutschland |